# بريدنيكاربات
بريدنيكاربات (بالإنجليزية: Prednicarbate)‏ هو دواء يُستعمل في علاج:
- التهاب[5]

## دوره
يلعب هذا الدواء دورًا في علاج الأمراض كونه:
- مثبط الليبوأكسيجيناز
- مضاد التهاب
- هرمون قشري سكري